# شلاختا (استان پومرانی)
شلاختا (به لهستانی:  Szlachta) یک روستا در لهستان است که در گمینا اوشچنا (استان پومرانی) واقع شده‌است. شلاختا ۸۳۰ نفر جمعیت دارد.